# Кіуєшть
Кіуєшть, Кіуєшті (рум. Chiuiești) — село у повіті Клуж в Румунії. Адміністративний центр комуни Кіуєшть.
Село розташоване на відстані 361 км на північний захід від Бухареста, 61 км на північ від Клуж-Напоки.

## Населення
За даними перепису населення 2002 року у селі проживали 1596 осіб, усі — румуни. Рідною мовою 1595 осіб (99,9%) назвали румунську.